# Vincenzo Pelvi
Vincenzo Pelvi (ur. 11 sierpnia 1948 w Neapolu) – włoski duchowny rzymskokatolicki, arcybiskup metropolita Foggii-Bovino w latach 2014–2023.

## Życiorys
Święcenia kapłańskie otrzymał 18 kwietnia 1973 z rąk Corrada Ursiego i został Inkardynowany do archidiecezji Neapolu. Przez wiele lat wykładał na neapolskim Wydziale Teologicznym. Był także m.in. dyrektorem kurialnego wydziału ds. duszpasterskich, wikariuszem biskupim dla północnej części archidiecezji, a także wikariuszem generalnym archidiecezji.
11 grudnia 1999 papież Jan Paweł II mianował go biskupem pomocniczym archidiecezji Neapolu, ze stolicą tytularną Thinisa in Numidia. Sakry biskupiej udzielił mu 5 lutego 2000 ówczesny arcybiskup Neapolu Michele Giordano.
14 października 2006 został mianowany arcybiskupem polowym Włoch. Zgodnie z prawem włoskim, w dniu ukończenia 65. roku życia przestał pełnić służbę w armii.
11 października 2014 papież Franciszek mianował go arcybiskupem metropolitą Foggii-Bovino. 18 listopada 2023 przeszedł na emeryturę.